# بلیک گودری
بلیک گودری (به انگلیسی: Blake Gaudry) ژیمناست زادهٔ ۲۹ نوامبر ۱۹۹۱ میلادی اهل کشور استرالیا است.